# Czagra senegalska
Czagra senegalska (Tchagra senegalus) – gatunek średniego, płochliwego ptaka z rodziny dzierzbików (Malaconotidae). Występuje w większości Afryki (bez Sahary i południowo-zachodniej części kontynentu) oraz na Półwyspie Arabskim. Wyjątkowo zalatuje na Półwysep Iberyjski (do 2020 stwierdzony tylko dwa razy). Gatunek nie jest zagrożony. Osiadły.

## Morfologia
WyglądBrak dymorfizmu płciowego. Ma czarne ciemię i pasek oczny, oddzielony białym paskiem. Czarne oczy i lekko zagięty na końcu dziób. Gardło i cały spód ciała białe, poniżej gardła pióra są „pobrudzone”. Wierzch ciała jasnobrązowy, na kuprze szarawy. Ogon czarny, ale jedna, środkowa sterówka szara w czarne paski. Barkówki i lotki II-rzędowe czarne z brązowymi brzegami, reszta skrzydeł jasnobrązowa. Nogi szare. Młode mają brązowe ciemię i ciemniejszy spód ciała.
Wymiary
- długość ciała: 20–23 cm
- masa ciała: około 50 g

## Ekologia i zachowanie
BiotopPółpustynie z kolczastymi krzewami, zarośla, świetliste lasy, zadrzewienia i ogrody.
ZachowanieJest płochliwa, żyje samotnie, przebywa w podszycie albo na ziemi.
GłosOd melodyjnych treli po ostre dźwięki, najczęściej piosenka składa się z miękkich, głośnych gwizdów.
PożywienieChodzi po gałęzi, biega lub skacze, szukając owadów. Czasem odwraca liście, by je znaleźć.
LęgiBuduje gniazdo na drzewie lub w krzewie. Samica wysiaduje, głównie sama, 2–3 jaja. Wysiadywanie trwa przez 12–15 dni. Pisklęta po 15 dniach od wyklucia umieją latać.

## Podgatunki i zasięg występowania
Wyróżnia się 9 lub 10 podgatunków T. senegalus:
- T. s. armenus (Oberholser, 1906) – południowy Kamerun do południowo-zachodniego Sudanu i Ugandy, na południe do Angoli, Zimbabwe i północno-zachodniego Mozambiku
- czagra marokańska (T. s. cucullatus) (Temminck, 1840) – Maroko do zachodniej Libii
- czagra abisyńska (T. s. habessinicus) (Hemprich & Ehrenberg, 1833) – południowy Sudan do Erytrei, Etiopii i Somalii
- T. s. kalahari (Roberts, 1932) – południowa Angola do południowo-zachodniej Zambii i zachodniej RPA
- T. s. nothus (Reichenow, 1920) – Mali do zachodniego Czadu
- T. s. orientalis (Cabanis, 1869) – południowa Somalia do wschodniej RPA, Eswatini
- czagra czarnosterna (T. s. percivali) (Ogilvie-Grant, 1900) – południowy Półwysep Arabski
- T. s. remigialis (Hartlaub & Finsch, 1870) – środkowy Czad do środkowego Sudanu
- czagra senegalska (T. s. senegalus) (Linnaeus, 1766) – podgatunek nominatywny – południowa Mauretania do Liberii i na wschód do północnej Republiki Środkowoafrykańskiej
- T. s. warsangliensis Clarke, 1919 – Warsangli (północna Somalia). Międzynarodowy Komitet Ornitologiczny uznaje go za synonim T. s. habessinicus.

## Status
Międzynarodowa Unia Ochrony Przyrody (IUCN) uznaje czagrę senegalską za gatunek najmniejszej troski (LC – least concern) nieprzerwanie od 1988 roku. Liczebność populacji nie została oszacowana, ale ptak ten opisywany jest jako lokalny i rzadki w północnej Afryce oraz rzadki do lokalnie pospolitego w pozostałej części Afryki. Trend liczebności populacji uznawany jest za stabilny.